# Heteromesus dentatus
Heteromesus dentatus is een pissebed uit de familie Ischnomesidae. De wetenschappelijke naam van de soort is voor het eerst geldig gepubliceerd in 1916 door Hansen.